# Симонсон, Альберт
Альберт Симонсон (англ. Albert Simonson; 26 декабря 1914, Нью-Йорк — 16 ноября 1965, Сан-Хуан) — американский шахматист.
В составе сборной США победитель 5-й Олимпиады (1933) в Фолкстоне.

## Спортивные достижения
| Год  | Город   | Турнир        | + | − | = | Результат | Место |
| ---- | ------- | ------------- | - | - | - | --------- | ----- |
| 1935 | Варшава | 6-я Олимпиада | 2 | 2 | 2 | 3 из 6    | 1     |